# Nicolás Stefanelli
Nicolás Stefanelli (Quilmes, 1994. november 22. –) argentin labdarúgó, a Defensa y Justicia játékosa.

## Pályafutása
Stefanelli az argentínai Quilmes városában született. Az ifjúsági pályafutását a Defensa y Justicia akadémiájánál kezdte.
2014-ben mutatkozott be a Defensa y Justicia felnőtt keretében. A 2014–15-ös szezonban a Villa Dálminénél szerepelt kölcsönben. 2017-ben a svéd első osztályban szereplő AIK-hoz igazolt. 2019 és 2021 között a ciprusi Anórthoszi Ammohósztu és a chilei Unión La Caldera csapatát erősítette kölcsönben. 2023. január 31-én kétéves szerződést kötött az észak-amerikai első osztályban érdekelt Inter Miami együttesével. Először a 2023. február 26-ai, Montréal ellen 2–0-ra megnyert mérkőzésen lépett pályára. Első gólját 2023. március 26-án, a Chicago Fire ellen hazai pályán 3–2-es vereséggel zárult találkozón szerezte meg.
2024. január 31-én bejelentették, hogy a Fehérvár FC játékosaként folytatja pályafutását. Február 7-én a Kisvárda ellen mutatkozott be új csapatában, a mérkőzés 83. percében az első gólját is megszerezte.

## Statisztika

### Klubcsapatokban
2025. május 24-i állapot szerint.
| Klub               | Szezon         | Osztály                 | Bajnokság | Bajnokság | Kupa  | Kupa  | Nemzetközi | Nemzetközi | Összesen | Összesen |
| Klub               | Szezon         | Osztály                 | Mérk.     | Gólok     | Mérk. | Gólok | Mérk.      | Gólok      | Mérk.    | Gólok    |
| ------------------ | -------------- | ----------------------- | --------- | --------- | ----- | ----- | ---------- | ---------- | -------- | -------- |
| Villa Dálmine      | 2014           | Primera B Metropolitana | 13        | 4         | —     | —     | —          | —          | 13       | 4        |
| Villa Dálmine      | 2015           | Primera Nacional        | 14        | 1         | 1     | 0     | —          | —          | 15       | 1        |
| Villa Dálmine      | Összesen       | Összesen                | 27        | 5         | 1     | 0     | —          | —          | 28       | 5        |
| Defensa y Justicia | 2016           | Primera División        | 15        | 4         | 2     | 0     | —          | —          | 17       | 4        |
| Defensa y Justicia | 2016–17        | Primera División        | 19        | 7         | 1     | 1     | 2          | 1          | 22       | 9        |
| Defensa y Justicia | Összesen       | Összesen                | 34        | 11        | 3     | 1     | 2          | 1          | 39       | 13       |
| AIK                | 2017           | Allsvenskan             | 16        | 9         | 1     | 1     | 2          | 0          | 19       | 10       |
| AIK                | 2018           | Allsvenskan             | 18        | 6         | 4     | 0     | 3          | 1          | 25       | 7        |
| AIK                | 2021           | Allsvenskan             | 29        | 12        | 1     | 0     | —          | —          | 30       | 12       |
| AIK                | 2022           | Allsvenskan             | 29        | 9         | 5     | 1     | 6          | 1          | 40       | 11       |
| AIK                | Összesen       | Összesen                | 92        | 36        | 11    | 2     | 11         | 2          | 114      | 40       |
| Anórthoszi         | 2018–19        | A' Katigoríasz          | 12        | 2         | —     | —     | —          | —          | 12       | 2        |
| Anórthoszi         | Összesen       | Összesen                | 12        | 2         | —     | —     | —          | —          | 12       | 2        |
| Unión La Calera    | 2019           | Primera División        | 10        | 2         | 2     | 0     | —          | —          | 12       | 2        |
| Unión La Calera    | 2020           | Primera División        | 30        | 9         | —     | —     | 6          | 0          | 36       | 9        |
| Unión La Calera    | Összesen       | Összesen                | 40        | 11        | 2     | 0     | 6          | 0          | 48       | 11       |
| Inter Miami        | 2023           | MLS                     | 25        | 2         | 5     | 2     | —          | —          | 30       | 4        |
| Inter Miami        | Összesen       | Összesen                | 25        | 2         | 5     | 2     | —          | —          | 30       | 4        |
| Fehérvár           | 2023–24        | NB I                    | 14        | 3         | —     | —     | —          | —          | 14       | 3        |
| Fehérvár           | 2024–25        | NB I                    | 31        | 3         | 4     | 0     | 2          | 0          | 37       | 3        |
| Fehérvár           | Összesen       | Összesen                | 45        | 6         | 4     | 0     | 2          | 0          | 51       | 6        |
| Defensa y Justicia | 2025           | Primera División        | 0         | 0         | 0     | 0     | —          | —          | 0        | 0        |
| Defensa y Justicia | Összesen       | Összesen                | 0         | 0         | 0     | 0     | —          | —          | 0        | 0        |
| Teljes karrier     | Teljes karrier | Teljes karrier          | 275       | 73        | 26    | 5     | 21         | 3          | 322      | 81       |

## Sikerei, díjai
AIK
- Allsvenskan
  - Bajnok (1): 2018

 Inter Miami
- Leagues Cup
  - Győztes (1): 2023